# Choir of Young Believers
Choir of Young Believers je hudební projekt zpěváka, skladatele a kytaristy Jannise Noyay Makrigiannise z Kodaně.

## Historie
Po rozpadu jeho předchozí kapely Lake Placid v roce 2006 se Makrigiannis přestěhoval na řecký ostrov Samos a začal pracovat na vlastním materiálu. Po návratu do Kodaně shromáždil hudebníky a přátele, aby s nimi založil Choir of Young Believers. V roce 2007 skupina vydala EP Burn the Flag se singlem „Sharpen Your Knife“. v září 2008 vydali album standardní délky This Is for the White in Your Eyes, za které byli Choir of Young Believers nominováni v šesti kategoriích Danish Music Awards a v jedné zvítězili. V roce 2009 vystoupili na festivalu SXSW a podepsali smlouvu s hudebním vydavatelstvím Ghostly International, které 18. srpna 2009 vydalo jejich album This Is for the White in Your Eyes. V březnu 2012 následovalo album Rhine Gold.
Skladba „Hollow Talk“ z jejich debutového alba byla použita jako znělka skandinávského kriminálního seriálu Most (2011, 2013, 2015, 2018). Ještě před tím byla použita v Dánsko-švédském filmu "Submarino" režiséra Thomase Vinterberga (2010), zazní zde hned dvakrát - nejprve ve filmu a potom i v závěrečných titulcích. A byla užita ještě v celé řadě dalších filmových děl.

## Členové
- Jannis Noya Makrigiannis – zpěv, kytara, klavír, baskytara, klávesy, perkuse
- Cæcilie Trier – violoncello, doprovodné vokály
- Jakob Millung – baskytara
- Bo Rande – žesťové nástroje, klávesy, doprovodné vokály
- Sonja Labianca – klavír
- Lasse Herbst – perkuse
- Casper Henning Hansen – bicí, perkuse
- Mette Sand Hersoug – housle, flétna, doprovodné vokály (do 2008)
- Fridolin – baskytara, bicí, perkuse, trubka, flétna, klávesy, doprovodné vokály (do 2008)
- Nicolai Koch – klavír (do 2008)
- Frederik Nordsø – perkuse (do 2008)
- Anders Rhedin – klávesy, bicí, kytara, perkuse, doprovodné vokály (do 2008)

## Diskografie

### Alba
- 2007: Burn the Flag (EP)
- 2007: Choir vs. Evil (EP)
- 2008: This Is for the White in Your Eyes (Ghostly International)
- 2012: Rhine Gold (Ghostly International)

### Singly
- 2007: „Sharpen Your Knife“
- 2009: „Action/Reaction“ (Ghostly International)
- 2009: „Next Summer“ (Ghostly International)
- 2014: „Hollow Talk“